# Élections municipales de 2026 dans la Seine-Saint-Denis
Pour un article plus général, voir Élections municipales françaises de 2026.
Les élections municipales dans la Seine-Saint-Denis sont prévues en mars 2026. Cette page traite de toutes les communes de la Seine-Saint-Denis.

## Résultats à l'échelle du département

### Maires sortants et maires élus
| Commune                 | Population (en 2022) | Maire sortant(e)      | Parti | Parti | Maire élu(e) | Parti | Parti |
| ----------------------- | -------------------- | --------------------- | ----- | ----- | ------------ | ----- | ----- |
| Aubervilliers           | 89 489               | Karine Franclet       |       | UDI   |              |       |       |
| Aulnay-sous-Bois        | 86 360               | Bruno Beschizza       |       | LR    |              |       |       |
| Bagnolet                | 41 776               | Tony Di Martino       |       | PS    |              |       |       |
| Le Blanc-Mesnil         | 59 912               | Jean-Philippe Ranquet |       | LR    |              |       |       |
| Bobigny                 | 55 270               | Abdel Sadi            |       | PCF   |              |       |       |
| Bondy                   | 51 066               | Stephen Hervé         |       | LR    |              |       |       |
| Le Bourget              | 15 052               | Jean-Baptiste Borsali |       | LR    |              |       |       |
| Clichy-sous-Bois        | 29 551               | Olivier Klein         |       | DVG   |              |       |       |
| Coubron                 | 5 156                | Ludovic Toro          |       | UDI   |              |       |       |
| La Courneuve            | 47 086               | Gilles Poux           |       | PCF   |              |       |       |
| Drancy                  | 71 312               | Aude Lagarde          |       | UDI   |              |       |       |
| Dugny                   | 11 723               | Quentin Gesel         |       | DVD   |              |       |       |
| Épinay-sur-Seine        | 53 564               | Hervé Chevreau        |       | DVD   |              |       |       |
| Gagny                   | 40 790               | Rolin Cranoly         |       | DVD   |              |       |       |
| Gournay-sur-Marne       | 7 101                | Eric Schlegel         |       | DVD   |              |       |       |
| L'Île-Saint-Denis       | 8 682                | Mohamed Gnabaly       |       | LÉ    |              |       |       |
| Les Lilas               | 23 262               | Lionel Benharous      |       | PS    |              |       |       |
| Livry-Gargan            | 46 507               | Pierre-Yves Martin    |       | HOR   |              |       |       |
| Montfermeil             | 28 257               | Xavier Lemoine        |       | Via   |              |       |       |
| Montreuil               | 110 758              | Patrice Bessac        |       | PCF   |              |       |       |
| Neuilly-Plaisance       | 21 914               | Christian Demuynck    |       | LR    |              |       |       |
| Neuilly-sur-Marne       | 38 799               | Zartoshte Bakhtiari   |       | LR    |              |       |       |
| Noisy-le-Grand          | 71 632               | Brigitte Marsigny     |       | LR    |              |       |       |
| Noisy-le-Sec            | 45 915               | Olivier Sarrabeyrouse |       | PCF   |              |       |       |
| Pantin                  | 60 954               | Bertrand Kern         |       | PS    |              |       |       |
| Les Pavillons-sous-Bois | 24 872               | Philippe Dallier      |       | LR    |              |       |       |
| Le Pré-Saint-Gervais    | 16 733               | Laurent Baron         |       | PS    |              |       |       |
| Le Raincy               | 14 778               | Jean-Michel Genestier |       | UDI   |              |       |       |
| Romainville             | 35 314               | François Dechy        |       | DVG   |              |       |       |
| Rosny-sous-Bois         | 45 947               | Jean-Paul Fauconnet   |       | LR    |              |       |       |
| Saint-Denis             | 148 907              | Mathieu Hanotin       |       | PS    |              |       |       |
| Saint-Ouen-sur-Seine    | 53 041               | Karim Bouamrane       |       | PS    |              |       |       |
| Sevran                  | 51 640               | Stéphane Blanchet     |       | DVG   |              |       |       |
| Stains                  | 40 600               | Azzédine Taïbi        |       | DVG   |              |       |       |
| Tremblay-en-France      | 38 210               | François Asensi       |       | DVG   |              |       |       |
| Vaujours                | 7 743                | Dominique Bailly      |       | HOR   |              |       |       |
| Villemomble             | 29 973               | Jean-Michel Bluteau   |       | DVD   |              |       |       |
| Villepinte              | 39 647               | Martine Valleton      |       | LR    |              |       |       |
| Villetaneuse            | 12 432               | Dieunor Excellent     |       | DVG   |              |       |       |

### Résultats en nombre de maires
| Partis       | Partis                               | Maires sortants | Maires élus | Évolution |
| ------------ | ------------------------------------ | --------------- | ----------- | --------- |
|              | Parti socialiste                     | 6               |             |           |
|              | Divers gauche                        | 6               |             |           |
|              | Parti communiste français            | 4               |             |           |
|              | Les Écologistes                      | 1               |             |           |
| Total gauche | Total gauche                         | 17              |             |           |
|              | Les Républicains                     | 10              |             |           |
|              | Divers droite                        | 5               |             |           |
|              | Via, la voie du peuple               | 1               |             |           |
| Total droite | Total droite                         | 16              |             |           |
|              | Union des démocrates et indépendants | 4               |             |           |
|              | Horizons                             | 2               |             |           |
| Total centre | Total centre                         | 6               |             |           |
| Total        | Total                                | 39              | 39          | -         |

## Résultats dans les communes

### Aubervilliers
- Maire sortante : Karine Franclet (UDI)
- 53 sièges à pourvoir au conseil municipal (population légale 2022 : 89 489 habitants)
- 2 siège à pourvoir au conseil communautaire (Métropole du Grand Paris)

| Tête de liste | Tête de liste | Parti(s) | Nuance | Premier tour | Premier tour | Second tour | Second tour | Sièges | Sièges |
| Tête de liste | Tête de liste | Parti(s) | Nuance | Voix         | %            | Voix        | %           | CM     | CC     |
| ------------- | ------------- | -------- | ------ | ------------ | ------------ | ----------- | ----------- | ------ | ------ |

### Aulnay-sous-Bois
- Maire sortant : Bruno Beschizza (LR)
- 53 sièges à pourvoir au conseil municipal (population légale 2022 : 86 360 habitants)
- 2 sièges à pourvoir au conseil communautaire (Métropole du Grand Paris)

| Tête de liste | Tête de liste | Parti(s) | Nuance | Premier tour | Premier tour | Second tour | Second tour | Sièges | Sièges |
| Tête de liste | Tête de liste | Parti(s) | Nuance | Voix         | %            | Voix        | %           | CM     | CC     |
| ------------- | ------------- | -------- | ------ | ------------ | ------------ | ----------- | ----------- | ------ | ------ |

### Bagnolet
- Maire sortant : Tony Di Martino (PS)
- 43 sièges à pourvoir au conseil municipal (population légale 2022 : 41 776 habitants)
- 1 siège à pourvoir au conseil communautaire (Métropole du Grand Paris)

| Tête de liste | Tête de liste | Parti(s) | Nuance | Premier tour | Premier tour | Second tour | Second tour | Sièges | Sièges |
| Tête de liste | Tête de liste | Parti(s) | Nuance | Voix         | %            | Voix        | %           | CM     | CC     |
| ------------- | ------------- | -------- | ------ | ------------ | ------------ | ----------- | ----------- | ------ | ------ |

### Le Blanc-Mesnil
- Maire sortant : Jean-Philippe Ranquet (LR)
- 45 sièges à pourvoir au conseil municipal (population légale 2022 : 59 912 habitants)
- 1 siège à pourvoir au conseil communautaire (Métropole du Grand Paris)

| Tête de liste | Tête de liste | Parti(s) | Nuance | Premier tour | Premier tour | Second tour | Second tour | Sièges | Sièges |
| Tête de liste | Tête de liste | Parti(s) | Nuance | Voix         | %            | Voix        | %           | CM     | CC     |
| ------------- | ------------- | -------- | ------ | ------------ | ------------ | ----------- | ----------- | ------ | ------ |

### Bobigny
- Maire sortant : Abdel Sadi (PCF)
- 45 sièges à pourvoir au conseil municipal (population légale 2022 : 55 270 habitants)
- 1 siège à pourvoir au conseil communautaire (Métropole du Grand Paris)

| Tête de liste | Tête de liste | Parti(s) | Nuance | Premier tour | Premier tour | Second tour | Second tour | Sièges | Sièges |
| Tête de liste | Tête de liste | Parti(s) | Nuance | Voix         | %            | Voix        | %           | CM     | CC     |
| ------------- | ------------- | -------- | ------ | ------------ | ------------ | ----------- | ----------- | ------ | ------ |

### Bondy
- Maire sortant : Stephen Hervé (LR)
- 45 sièges à pourvoir au conseil municipal (population légale 2022 : 51 066 habitants)
- 1 siège à pourvoir au conseil communautaire (Métropole du Grand Paris)

| Tête de liste | Tête de liste | Parti(s) | Nuance | Premier tour | Premier tour | Second tour | Second tour | Sièges | Sièges |
| Tête de liste | Tête de liste | Parti(s) | Nuance | Voix         | %            | Voix        | %           | CM     | CC     |
| ------------- | ------------- | -------- | ------ | ------------ | ------------ | ----------- | ----------- | ------ | ------ |

### Le Bourget
- Maire sortant : Jean-Baptiste Borsali (LR)
- 33 sièges à pourvoir au conseil municipal (population légale 2022 : 15 052 habitants)
- 1 siège à pourvoir au conseil communautaire (Métropole du Grand Paris)

| Tête de liste | Tête de liste | Parti(s) | Nuance | Premier tour | Premier tour | Second tour | Second tour | Sièges | Sièges |
| Tête de liste | Tête de liste | Parti(s) | Nuance | Voix         | %            | Voix        | %           | CM     | CC     |
| ------------- | ------------- | -------- | ------ | ------------ | ------------ | ----------- | ----------- | ------ | ------ |

### Clichy-sous-Bois
- Maire sortant : Olivier Klein (DVG)
- 35 sièges à pourvoir au conseil municipal (population légale 2022 : 29 551 habitants)
- 1 siège à pourvoir au conseil communautaire (Métropole du Grand Paris)

| Tête de liste | Tête de liste | Parti(s) | Nuance | Premier tour | Premier tour | Second tour | Second tour | Sièges | Sièges |
| Tête de liste | Tête de liste | Parti(s) | Nuance | Voix         | %            | Voix        | %           | CM     | CC     |
| ------------- | ------------- | -------- | ------ | ------------ | ------------ | ----------- | ----------- | ------ | ------ |

### Coubron
- Maire sortant : Ludovic Toro (UDI)
- 29 sièges à pourvoir au conseil municipal (population légale 2022 : 5 156 habitants)
- 1 siège à pourvoir au conseil communautaire (Métropole du Grand Paris)

| Tête de liste | Tête de liste | Parti(s) | Nuance | Premier tour | Premier tour | Second tour | Second tour | Sièges | Sièges |
| Tête de liste | Tête de liste | Parti(s) | Nuance | Voix         | %            | Voix        | %           | CM     | CC     |
| ------------- | ------------- | -------- | ------ | ------------ | ------------ | ----------- | ----------- | ------ | ------ |

### La Courneuve
- Maire sortant : Gilles Poux (PCF)
- 43 sièges à pourvoir au conseil municipal (population légale 2022 : 47 086 habitants)
- 1 siège à pourvoir au conseil communautaire (Métropole du Grand Paris)

| Tête de liste | Tête de liste | Parti(s) | Nuance | Premier tour | Premier tour | Second tour | Second tour | Sièges | Sièges |
| Tête de liste | Tête de liste | Parti(s) | Nuance | Voix         | %            | Voix        | %           | CM     | CC     |
| ------------- | ------------- | -------- | ------ | ------------ | ------------ | ----------- | ----------- | ------ | ------ |

### Drancy
- Maire sortante : Aude Lagarde (UDI)
- 49 sièges à pourvoir au conseil municipal (population légale 2022 : 71 312 habitants)
- 2 sièges à pourvoir au conseil communautaire (Métropole du Grand Paris)

| Tête de liste | Tête de liste | Parti(s) | Nuance | Premier tour | Premier tour | Second tour | Second tour | Sièges | Sièges |
| Tête de liste | Tête de liste | Parti(s) | Nuance | Voix         | %            | Voix        | %           | CM     | CC     |
| ------------- | ------------- | -------- | ------ | ------------ | ------------ | ----------- | ----------- | ------ | ------ |

### Dugny
- Maire sortant : Quentin Gesel (DVD)
- 33 sièges à pourvoir au conseil municipal (population légale 2022 : 11 723 habitants)
- 1 siège à pourvoir au conseil communautaire (Métropole du Grand Paris)

| Tête de liste | Tête de liste | Parti(s) | Nuance | Premier tour | Premier tour | Second tour | Second tour | Sièges | Sièges |
| Tête de liste | Tête de liste | Parti(s) | Nuance | Voix         | %            | Voix        | %           | CM     | CC     |
| ------------- | ------------- | -------- | ------ | ------------ | ------------ | ----------- | ----------- | ------ | ------ |

### Épinay-sur-Seine
- Maire sortant : Hervé Chevreau (DVC)
- 45 sièges à pourvoir au conseil municipal (population légale 2022 : 53 564 habitants)
- 1 siège à pourvoir au conseil communautaire (Métropole du Grand Paris)

| Tête de liste | Tête de liste | Parti(s) | Nuance | Premier tour | Premier tour | Second tour | Second tour | Sièges | Sièges |
| Tête de liste | Tête de liste | Parti(s) | Nuance | Voix         | %            | Voix        | %           | CM     | CC     |
| ------------- | ------------- | -------- | ------ | ------------ | ------------ | ----------- | ----------- | ------ | ------ |

### Gagny
- Maire sortant : Rolin Cranoly (DVD)
- 43 sièges à pourvoir au conseil municipal (population légale 2022 : 40 790 habitants)
- 1 siège à pourvoir au conseil communautaire (Métropole du Grand Paris)

| Tête de liste | Tête de liste | Parti(s) | Nuance | Premier tour | Premier tour | Second tour | Second tour | Sièges | Sièges |
| Tête de liste | Tête de liste | Parti(s) | Nuance | Voix         | %            | Voix        | %           | CM     | CC     |
| ------------- | ------------- | -------- | ------ | ------------ | ------------ | ----------- | ----------- | ------ | ------ |

### Gournay-sur-Marne
- Maire sortant : Eric Schlegel (DVD)
- 29 sièges à pourvoir au conseil municipal (population légale 2022 : 7 101 habitants)
- 1 siège à pourvoir au conseil communautaire (Métropole du Grand Paris)

| Tête de liste | Tête de liste | Parti(s) | Nuance | Premier tour | Premier tour | Second tour | Second tour | Sièges | Sièges |
| Tête de liste | Tête de liste | Parti(s) | Nuance | Voix         | %            | Voix        | %           | CM     | CC     |
| ------------- | ------------- | -------- | ------ | ------------ | ------------ | ----------- | ----------- | ------ | ------ |

### L'Île-Saint-Denis
- Maire sortant : Mohamed Gnabaly (LÉ)
- 29 sièges à pourvoir au conseil municipal (population légale 2022 : 8 682 habitants)
- 1 siège à pourvoir au conseil communautaire (Métropole du Grand Paris)

| Tête de liste | Tête de liste | Parti(s) | Nuance | Premier tour | Premier tour | Second tour | Second tour | Sièges | Sièges |
| Tête de liste | Tête de liste | Parti(s) | Nuance | Voix         | %            | Voix        | %           | CM     | CC     |
| ------------- | ------------- | -------- | ------ | ------------ | ------------ | ----------- | ----------- | ------ | ------ |

### Les Lilas
- Maire sortant : Lionel Benharous (PS)
- 35 sièges à pourvoir au conseil municipal (population légale 2022 : 23 262 habitants)
- 1 siège à pourvoir au conseil communautaire (Métropole du Grand Paris)

| Tête de liste | Tête de liste | Parti(s) | Nuance | Premier tour | Premier tour | Second tour | Second tour | Sièges | Sièges |
| Tête de liste | Tête de liste | Parti(s) | Nuance | Voix         | %            | Voix        | %           | CM     | CC     |
| ------------- | ------------- | -------- | ------ | ------------ | ------------ | ----------- | ----------- | ------ | ------ |

### Livry-Gargan
- Maire sortant : Pierre-Yves Martin (HOR)
- 43 sièges à pourvoir au conseil municipal (population légale 2022 : 46 507 habitants)
- 1 siège à pourvoir au conseil communautaire (Métropole du Grand Paris)

| Tête de liste | Tête de liste | Parti(s) | Nuance | Premier tour | Premier tour | Second tour | Second tour | Sièges | Sièges |
| Tête de liste | Tête de liste | Parti(s) | Nuance | Voix         | %            | Voix        | %           | CM     | CC     |
| ------------- | ------------- | -------- | ------ | ------------ | ------------ | ----------- | ----------- | ------ | ------ |

### Montfermeil
- Maire sortant : Xavier Lemoine (Via)
- 35 sièges à pourvoir au conseil municipal (population légale 2022 : 28 257 habitants)
- 1 siège à pourvoir au conseil communautaire (Métropole du Grand Paris)

| Tête de liste | Tête de liste | Parti(s) | Nuance | Premier tour | Premier tour | Second tour | Second tour | Sièges | Sièges |
| Tête de liste | Tête de liste | Parti(s) | Nuance | Voix         | %            | Voix        | %           | CM     | CC     |
| ------------- | ------------- | -------- | ------ | ------------ | ------------ | ----------- | ----------- | ------ | ------ |

### Montreuil
- Maire sortant : Patrice Bessac (PCF)
- 55 sièges à pourvoir au conseil municipal (population légale 2022 : 110 758 habitants)
- 3 sièges à pourvoir au conseil communautaire (Métropole du Grand Paris)

| Tête de liste | Tête de liste | Parti(s) | Nuance | Premier tour | Premier tour | Second tour | Second tour | Sièges | Sièges |
| Tête de liste | Tête de liste | Parti(s) | Nuance | Voix         | %            | Voix        | %           | CM     | CC     |
| ------------- | ------------- | -------- | ------ | ------------ | ------------ | ----------- | ----------- | ------ | ------ |

### Neuilly-Plaisance
- Maire sortant : Christian Demuynck (LR)
- 35 sièges à pourvoir au conseil municipal (population légale 2022 : 21 914 habitants)
- 1 siège à pourvoir au conseil communautaire (Métropole du Grand Paris)

| Tête de liste | Tête de liste | Parti(s) | Nuance | Premier tour | Premier tour | Second tour | Second tour | Sièges | Sièges |
| Tête de liste | Tête de liste | Parti(s) | Nuance | Voix         | %            | Voix        | %           | CM     | CC     |
| ------------- | ------------- | -------- | ------ | ------------ | ------------ | ----------- | ----------- | ------ | ------ |

### Neuilly-sur-Marne
- Maire sortant : Zartoshte Bakhtiari (DVD)
- 39 sièges à pourvoir au conseil municipal (population légale 2022 : 38 799 habitants)
- 1 siège à pourvoir au conseil communautaire (Métropole du Grand Paris)

| Tête de liste | Tête de liste | Parti(s) | Nuance | Premier tour | Premier tour | Second tour | Second tour | Sièges | Sièges |
| Tête de liste | Tête de liste | Parti(s) | Nuance | Voix         | %            | Voix        | %           | CM     | CC     |
| ------------- | ------------- | -------- | ------ | ------------ | ------------ | ----------- | ----------- | ------ | ------ |

### Noisy-le-Grand
- Maire sortante : Brigitte Marsigny (LR)
- 49 sièges à pourvoir au conseil municipal (population légale 2022 : 71 632 habitants)
- 2 sièges à pourvoir au conseil communautaire (Métropole du Grand Paris)

| Tête de liste | Tête de liste | Parti(s) | Nuance | Premier tour | Premier tour | Second tour | Second tour | Sièges | Sièges |
| Tête de liste | Tête de liste | Parti(s) | Nuance | Voix         | %            | Voix        | %           | CM     | CC     |
| ------------- | ------------- | -------- | ------ | ------------ | ------------ | ----------- | ----------- | ------ | ------ |

### Noisy-le-Sec
- Maire sortant : Olivier Sarrabeyrouse (PCF)
- 43 sièges à pourvoir au conseil municipal (population légale 2022 : 45 915 habitants)
- 1 siège à pourvoir au conseil communautaire (Métropole du Grand Paris)

| Tête de liste | Tête de liste | Parti(s) | Nuance | Premier tour | Premier tour | Second tour | Second tour | Sièges | Sièges |
| Tête de liste | Tête de liste | Parti(s) | Nuance | Voix         | %            | Voix        | %           | CM     | CC     |
| ------------- | ------------- | -------- | ------ | ------------ | ------------ | ----------- | ----------- | ------ | ------ |

#### Sondages
Tout sondage d'opinion est affecté par une marge d'erreur.
Une couleur arbitraire est associée à chaque institut de sondage ; ces couleurs sont une aide visuelle et ne correspondent pas à une tendance politique.
| Source | Date de réalisation | Échantillon | LO    | PCF-LFI-PRG-PS-LÉ | DVG      | UDI          | LR    |
| Source | Date de réalisation | Échantillon | Burot | Sarrabeyrouse     | Lefebvre | Franceschini | Deleu |
| ------ | ------------------- | ----------- | ----- | ----------------- | -------- | ------------ | ----- |
| Source | Date de réalisation | Échantillon |       |                   |          |              |       |
| Ifop   | 19-26 mai 2025      | 802         | 3     | 54                | 13       | 12           | 18    |

N.B. :
- en gras sur fond blanc : les candidats qualifiés au second tour dans le sondage.

### Pantin
- Maire sortant : Bertrand Kern (PS)
- 49 sièges à pourvoir au conseil municipal (population légale 2022 : 60 954 habitants)
- 1 siège à pourvoir au conseil communautaire (Métropole du Grand Paris)

| Tête de liste            | Tête de liste  | Parti(s) | Nuance | Premier tour | Premier tour | Second tour | Second tour | Sièges | Sièges |
| Tête de liste            | Tête de liste  | Parti(s) | Nuance | Voix         | %            | Voix        | %           | CM     | CC     |
| ------------------------ | -------------- | -------- | ------ | ------------ | ------------ | ----------- | ----------- | ------ | ------ |
|                          | Bertrand Kern, | PS       |        |              |              |             |             |        |        |
|                          |                |          |        |              |              |             |             |        |        |
| Exprimés                 |                |          |        |              |              |             |             |        |        |
| Votes blancs             |                |          |        |              |              |             |             |        |        |
| Votes nuls               |                |          |        |              |              |             |             |        |        |
| Total                    | Total          | Total    | Total  |              | 100          |             | 100         | 49     | 1      |
| Absentions               |                |          |        |              |              |             |             |        |        |
| Inscrits / participation |                |          |        |              |              |             |             |        |        |

### Les Pavillons-sous-Bois
- Maire sortant : Philippe Dallier (LR)
- 35 sièges à pourvoir au conseil municipal (population légale 2022 : 24 872 habitants)
- 1 siège à pourvoir au conseil communautaire (Métropole du Grand Paris)

| Tête de liste | Tête de liste | Parti(s) | Nuance | Premier tour | Premier tour | Second tour | Second tour | Sièges | Sièges |
| Tête de liste | Tête de liste | Parti(s) | Nuance | Voix         | %            | Voix        | %           | CM     | CC     |
| ------------- | ------------- | -------- | ------ | ------------ | ------------ | ----------- | ----------- | ------ | ------ |

### Le Pré-Saint-Gervais
- Maire sortant : Laurent Baron (Laurent Baron)
- 33 sièges à pourvoir au conseil municipal (population légale 2022 : 16 733 habitants)
- 1 siège à pourvoir au conseil communautaire (Métropole du Grand Paris)

| Tête de liste | Tête de liste | Parti(s) | Nuance | Premier tour | Premier tour | Second tour | Second tour | Sièges | Sièges |
| Tête de liste | Tête de liste | Parti(s) | Nuance | Voix         | %            | Voix        | %           | CM     | CC     |
| ------------- | ------------- | -------- | ------ | ------------ | ------------ | ----------- | ----------- | ------ | ------ |

### Le Raincy
- Maire sortant : Jean-Michel Genestier (UDI)
- 33 sièges à pourvoir au conseil municipal (population légale 2022 : 14 778 habitants)
- 1 siège à pourvoir au conseil communautaire (Métropole du Grand Paris)

| Tête de liste | Tête de liste | Parti(s) | Nuance | Premier tour | Premier tour | Second tour | Second tour | Sièges | Sièges |
| Tête de liste | Tête de liste | Parti(s) | Nuance | Voix         | %            | Voix        | %           | CM     | CC     |
| ------------- | ------------- | -------- | ------ | ------------ | ------------ | ----------- | ----------- | ------ | ------ |

### Romainville
- Maire sortant : François Dechy (DVG)
- 39 sièges à pourvoir au conseil municipal (population légale 2022 : 35 314 habitants)
- 1 siège à pourvoir au conseil communautaire (Métropole du Grand Paris)

| Tête de liste | Tête de liste | Parti(s) | Nuance | Premier tour | Premier tour | Second tour | Second tour | Sièges | Sièges |
| Tête de liste | Tête de liste | Parti(s) | Nuance | Voix         | %            | Voix        | %           | CM     | CC     |
| ------------- | ------------- | -------- | ------ | ------------ | ------------ | ----------- | ----------- | ------ | ------ |

### Rosny-sous-Bois
- Maire sortant : Jean-Paul Fauconnet (LR)
- 43 sièges à pourvoir au conseil municipal (population légale 2022 : 45 947 habitants)
- 1 siège à pourvoir au conseil communautaire (Métropole du Grand Paris)

| Tête de liste | Tête de liste | Parti(s) | Nuance | Premier tour | Premier tour | Second tour | Second tour | Sièges | Sièges |
| Tête de liste | Tête de liste | Parti(s) | Nuance | Voix         | %            | Voix        | %           | CM     | CC     |
| ------------- | ------------- | -------- | ------ | ------------ | ------------ | ----------- | ----------- | ------ | ------ |

### Saint-Denis
- Maire sortant : Mathieu Hanotin (PS)
- 59[b] sièges à pourvoir au conseil municipal (population légale 2022 : 148 907 habitants)
- 4 sièges à pourvoir au conseil communautaire (Métropole du Grand Paris)

| Tête de liste            | Tête de liste      | Parti(s) | Nuance | Premier tour | Premier tour | Second tour | Second tour | Sièges | Sièges |
| Tête de liste            | Tête de liste      | Parti(s) | Nuance | Voix         | %            | Voix        | %           | CM     | CC     |
| ------------------------ | ------------------ | -------- | ------ | ------------ | ------------ | ----------- | ----------- | ------ | ------ |
|                          | François Péguillet | LR       |        |              |              |             |             |        |        |
|                          |                    |          |        |              |              |             |             |        |        |
| Exprimés                 |                    |          |        |              |              |             |             |        |        |
| Votes blancs             |                    |          |        |              |              |             |             |        |        |
| Votes nuls               |                    |          |        |              |              |             |             |        |        |
| Total                    | Total              | Total    | Total  |              | 100          |             | 100         | 59     | 4      |
| Absentions               |                    |          |        |              |              |             |             |        |        |
| Inscrits / participation |                    |          |        |              |              |             |             |        |        |

### Saint-Ouen-sur-Seine
- Maire sortant : Karim Bouamrane (PS)
- 45 sièges à pourvoir au conseil municipal (population légale 2022 : 53 041 habitants)
- 1 siège à pourvoir au conseil communautaire (Métropole du Grand Paris)

| Tête de liste | Tête de liste | Parti(s) | Nuance | Premier tour | Premier tour | Second tour | Second tour | Sièges | Sièges |
| Tête de liste | Tête de liste | Parti(s) | Nuance | Voix         | %            | Voix        | %           | CM     | CC     |
| ------------- | ------------- | -------- | ------ | ------------ | ------------ | ----------- | ----------- | ------ | ------ |

### Sevran
- Maire sortant : Stéphane Blanchet (DVG)
- 45 sièges à pourvoir au conseil municipal (population légale 2022 : 51 640 habitants)
- 1 siège à pourvoir au conseil communautaire (Métropole du Grand Paris)

| Tête de liste | Tête de liste | Parti(s) | Nuance | Premier tour | Premier tour | Second tour | Second tour | Sièges | Sièges |
| Tête de liste | Tête de liste | Parti(s) | Nuance | Voix         | %            | Voix        | %           | CM     | CC     |
| ------------- | ------------- | -------- | ------ | ------------ | ------------ | ----------- | ----------- | ------ | ------ |

### Stains
- Maire sortant : Azzédine Taïbi (DVG)
- 43 sièges à pourvoir au conseil municipal (population légale 2022 : 40 600 habitants)
- 1 siège à pourvoir au conseil communautaire (Métropole du Grand Paris)

| Tête de liste | Tête de liste | Parti(s) | Nuance | Premier tour | Premier tour | Second tour | Second tour | Sièges | Sièges |
| Tête de liste | Tête de liste | Parti(s) | Nuance | Voix         | %            | Voix        | %           | CM     | CC     |
| ------------- | ------------- | -------- | ------ | ------------ | ------------ | ----------- | ----------- | ------ | ------ |

### Tremblay-en-France
- Maire sortant : François Asensi (E!), ne se représente pas[5]
- 39 sièges à pourvoir au conseil municipal (population légale 2022 : 38 210 habitants)
- 1 siège à pourvoir au conseil communautaire (Métropole du Grand Paris)

| Tête de liste | Tête de liste | Parti(s) | Nuance | Premier tour | Premier tour | Second tour | Second tour | Sièges | Sièges |
| Tête de liste | Tête de liste | Parti(s) | Nuance | Voix         | %            | Voix        | %           | CM     | CC     |
| ------------- | ------------- | -------- | ------ | ------------ | ------------ | ----------- | ----------- | ------ | ------ |

### Vaujours
- Maire sortant : Dominique Bailly (HOR)
- 29 sièges à pourvoir au conseil municipal (population légale 2022 : 7 743 habitants)
- 1 siège à pourvoir au conseil communautaire (Métropole du Grand Paris)

| Tête de liste | Tête de liste | Parti(s) | Nuance | Premier tour | Premier tour | Second tour | Second tour | Sièges | Sièges |
| Tête de liste | Tête de liste | Parti(s) | Nuance | Voix         | %            | Voix        | %           | CM     | CC     |
| ------------- | ------------- | -------- | ------ | ------------ | ------------ | ----------- | ----------- | ------ | ------ |

### Villemomble
- Maire sortant : Jean-Michel Bluteau (DVD)
- 35 sièges à pourvoir au conseil municipal (population légale 2022 : 29 973 habitants)
- 1 siège à pourvoir au conseil communautaire (Métropole du Grand Paris)

| Tête de liste | Tête de liste | Parti(s) | Nuance | Premier tour | Premier tour | Second tour | Second tour | Sièges | Sièges |
| Tête de liste | Tête de liste | Parti(s) | Nuance | Voix         | %            | Voix        | %           | CM     | CC     |
| ------------- | ------------- | -------- | ------ | ------------ | ------------ | ----------- | ----------- | ------ | ------ |

### Villepinte
- Maire sortante : Martine Valleton (LR)
- 39 sièges à pourvoir au conseil municipal (population légale 2022 : 39 647 habitants)
- 1 siège à pourvoir au conseil communautaire (Métropole du Grand Paris)

| Tête de liste | Tête de liste | Parti(s) | Nuance | Premier tour | Premier tour | Second tour | Second tour | Sièges | Sièges |
| Tête de liste | Tête de liste | Parti(s) | Nuance | Voix         | %            | Voix        | %           | CM     | CC     |
| ------------- | ------------- | -------- | ------ | ------------ | ------------ | ----------- | ----------- | ------ | ------ |

### Villetaneuse
- Maire sortant : Dieunor Excellent (DVG)
- 33 sièges à pourvoir au conseil municipal (population légale 2022 : 12 432 habitants)
- 1 siège à pourvoir au conseil communautaire (Métropole du Grand Paris)

| Tête de liste | Tête de liste | Parti(s) | Nuance | Premier tour | Premier tour | Second tour | Second tour | Sièges | Sièges |
| Tête de liste | Tête de liste | Parti(s) | Nuance | Voix         | %            | Voix        | %           | CM     | CC     |
| ------------- | ------------- | -------- | ------ | ------------ | ------------ | ----------- | ----------- | ------ | ------ |